# Evaza flava
Evaza flava är en tvåvingeart som beskrevs av James 1969. Evaza flava ingår i släktet Evaza och familjen vapenflugor. Inga underarter finns listade i Catalogue of Life.